# Girls Will Be Girls (EP)
Girls Will Be Girls es el décimo EP de Itzy. Fue publicado el 9 de junio de 2025 por JYP Entertainment y Republic Records con el sencillo principal del mismo nombre.

## Antecedentes y lanzamiento
En octubre de 2024, Itzy publicó su noveno EP, titulado Gold, tras el regreso de Lia, quien se privó de las actividades debido a un diagnóstico de ansiedad. Además, en marzo de 2025, Yeji debutó como solista con su EP Air.
El 9 de mayo de 2025, Itzy confirmó que «se encuentran en las etapas finales» para lanzar su próximo álbum. Dos días después, anunciaron su décimo EP Girls Will Be Girls con un tráiler, que fue dirigido por Yu Kwang-goeng e incluyendo una aparición del fundador de la empresa J.Y. Park. La lista de canciones fue publicada el 26 de mayo, revelando el título del sencillo principal.

## Composición
La integrante Yeji declaró que el grupo «eligió la temática "nosotros"», que representa la «fuerza a través de la unión», similar al tema de amor propio presente en sus trabajos anteriores. Lia mencionó que el grupo fue su mayor inspiración para la creación del nuevo álbum.

## Promoción
Itzy se presentó en programas musicales surcoreanos para promocionar las canciones del álbum. Comenzaron su primera semana del 12 al 15 de junio en M! Countdown, Music Bank, Show! Music Core e Inkigayo; interpretando la canción principal «Girls Will Be Girls» y «Kiss & Tell». Continuaron con su segunda semana de presentaciones del 19 al 22 de junio en los mismos programas.

## Rendimiento comercial
En Corea del Sur, el álbum debutó en la posición número dos de la Circle Album Chart con 368 537 copias vendidas. Adicionalmente, las ediciones en casete y Poca (álbum en QR para descarga digital) vendieron 23 114 y 63 255, respectivamente; sumando 454 906 en su primera semana. El álbum se mantuvo tres días consecutivos en la lista mundial de álbumes de iTunes.

## Lista de canciones
| Lista de canciones de Girls Will Be Girls |                       |                          |                                                                           |                     |          |  |
| N.º                                       | Título                | Letras                   | Música                                                                    | Arreglos            | Duración |  |
| 1.                                        | «Girls Will Be Girls» | Jo In-ho (Lalala Studio) | Ryan Jhun Jack Brady Jordan Roman David Charles Fischer Kristin Carpenter | Ryan Jhun The Wavys | 2:48     |  |
| 2.                                        | «Kiss & Tell»         | Se-young (153/Joombas)   | Maya Rose Karin Wilhelmina Eurenius Tobias Näslund                        | Näslund             | 2:46     |  |
| 3.                                        | «Locked n Loaded»     | Noday                    | Alex Karlsson T-ma Arineh Karimi Jono                                     | Jono T-ma           | 2:25     |  |
| 4.                                        | «Promise»             | Lee Hyun-seok            | Noz2cat Une Youha Dunk                                                    | Noz2cat             | 3:44     |  |
| 5.                                        | «Walk»                | Bang Hye-hyun            | Winnie Heggy                                                              | Winnie              | 2:55     |  |
| 14:38                                     |                       |                          |                                                                           |                     |          |  |

## Créditos y personal
Créditos adaptados de Melon.
Estudios
- JYPE (Seúl) – grabación, edición (1-2; 5), mezcla (2-3; 5)
- Alawn Music – mezcla (1)
- 821 Sound – masterización
- Salpot (Seúl) – edición (4)
- Klang (Seúl) – mezcla (4)

Personal
- Ryan Jhun – programación (1), dirección vocal (1)
- The Wavys – programación (1)
- Kim Bo-ah – coros (1), dirección vocal (1)
- Noday – dirección vocal (1; 3; 5)
- Choi Hye-jin – edición (1), grabación (1)
- Kwak Bo-eun – grabación (1; 4-5), edición (2)
- Koo Hye-jin – grabación (1-2; 4)
- Alawn – mezcla (1)
- Tobias Näslund – instrumentos (2)
- Kobee – dirección vocal (2)
- Im Hong-jin – mezcla (2)
- Jono – instrumentos (3)
- T-Ma – instrumentos (3)
- Perrie – coros (3)
- Yue – edición (3)
- Um Se-hee – grabación (3), mezcla (5)
- Lee Sang-yeop – mezcla (3)
- No2zcat – batería (4), sintetizador (4), dirección vocal (4)
- Dunk – piano (4)
- Kim Jee-sup – guitarra (4)
- Se.A – dirección vocal (4)
- Youha – coros (4)
- Une – coros (4)
- Kim Min-seok – mezcla (4)
- Koo Jong-pil – mezcla (4)
- Hong Jang-mi – ingeniería para mezcla (4)
- Winnie – programación (5), batería (5), sintetizador (5)
- Heggy – coros (5)
- Seo Eun-il – edición (5)
- Kwon Nam-woo – masterización

## Posicionamiento en listas

### Listas semanales
| Lista (2025)                     | Mejor posición |
| -------------------------------- | -------------- |
| Bélgica (Ultratop Flandes)       | 162            |
| Corea del Sur (Circle)           | 2              |
| Croacia (Top lista)              | 22             |
| Estados Unidos (Top Album Sales) | 10             |
| Estados Unidos (World Albums)    | 4              |
| Grecia (IFPI)                    | 5              |
| Japón (Japan Download Albums)    | 7              |
| Japón (Oricon)                   | 20             |
| Reino Unido (UK Album Downloads) | 80             |

### Listas mensuales
| Lista (2025)           | Mejor posición |
| ---------------------- | -------------- |
| Japón (Oricon)         | 39             |
| Corea del Sur (Circle) | 4              |

## Historial de lanzamiento
| Región         | Fecha               | Formato                    | Edición  | Discográfica |
| -------------- | ------------------- | -------------------------- | -------- | ------------ |
| Varios         | 9 de junio de 2025  | Descarga digital streaming | Estándar | JYP          |
| Corea del Sur  | 9 de junio de 2025  | CD casete                  | Estándar | JYP Dreamus  |
| Japón          | 9 de junio de 2025  | CD casete                  | Estándar | Warner Japan |
| Estados Unidos | 13 de junio de 2025 | CD                         | Estándar | JYP Republic |
| Europa         | 13 de junio de 2025 | CD                         | Estándar | JYP Republic |
| Corea del Sur  | 23 de junio de 2025 | CD                         | Especial | JYP Dreamus  |